# Алда д’Есте
Алда д’Есте (на италиански: Alda d'Este; * 18 юли 1333, Ферара, Папска държава; † пр. 26 септември 1381, Мантуа) от Дом Есте, е чрез брак господарка на Мантуа.

## Произход
Тя е дъщеря на Обицо III д’Есте (* 1294, † 1352), маркиз на Ферара (1317 – 1352), господар на Модена (1336 – 1352) и на Парма (1344 – 1346), и на втората му съпруга Липа Ариости († 1347). Тъй като по време на раждането си родителите ѝ не са сключили брак, тя е узаконена от папата през 1346 г. Има пет или седем братя и една или две сестри:
- Беатриче (* 1332, † 1387), княгиня на Анхалт-Цербст като съпруга на Валдемар I
- Риналдо (* 1334, † 1348)
- Алдобрандино III (* 1335, † 1361), господар на Ферара и Ровиго (1352 – 1361), имперски викарий на Модена (1354 – 61); съпруг на Беатриче, дъщеря на Рикардо ди Камино, господар на Тревизо.
- Николо II „Куция“ (* 1338, † 1388), господар на Ферара и Ровиго (1361 – 88), господар на Модена (1352 – 88), господар на Фаенца (1376 – 77); съпруг на Виридис дела Скала.
- Ацо (* 1340, † 1349)
- Фолко (* 1342, † 1356/58) или извънбрачен от неизвестна жена
- Костанца (* 1343, † 1392) или извънбрачна от неизвестна жена, съпруга на Малатеста IV Малатеста, господар на Римини
- Уго (* 1344, † 1370), съпруг на Констанца Малатеста, дъщеря на господаря на Римини Галеото Малатеста (Малатеста Унгаро).
- Алберто V (* 1347, † 1393) или извънбрачен от неизвестна жена, господар на Ферара, Модена и Реджо (1361/88 – 93), основател на Ферарския университет (1391), съпруг на Джована ди Роберти и на Изота Алберезани.

Има и две, три или четири полубратя и евентуално една полусестра (Костанца, посочена по-горе) от връзките на баща си с неизвестни жени.

## Биография
Алда се омъжва на 16 февруари 1356 г. за господаря на Мантуа Луиджи (Лудовико) II Гондзага, от когото има две деца.
Умира през 1381 г. на около 48-годиша възраст в Мантуа. След смъртта ѝ съпругът ѝ нарежда да издигнат погребалния ѝ паметник в църквата „Сан Франческо“ в Мантуа, която е разрушена през 1802 г.

В колекциите на Херцогския дворец в Мантуа (Апартамент на Гуастала в Стария двор: Appartamento di Guastalla in Corte Vecchia) има погребална скулптура от мрамор на Алда, приписвана на Бонино да Кампионе, за която от началото на XIX век се е смятало, че е на Маргерита Малатеста.
- Алда д'Есте
- Луиджи II Гонзага

## Брак и потомство
∞ 16 февруари 1356 за Луиджи II Гондзага (* 1334, † 1382), капитан на народа и господар на Мантуа (1369 – 1382), син на господаря на Мантуа Гуидо Гондзага и на третата му съпруга Беатрис дьо Бар, от когото има син и дъщеря:
- Джанфранческо I Гонзага (* 1366, † 8 март 1407), господар на Мантуа, капитан на народа (1382 – 1407), имперски викарий; ∞ 1. 1380 за Аниезе Висконти (* ок. 1362, † 1391), от която има дъщеря 2. за Маргерита Малатеста († 28 февруари 1399), от която има син и дъщеря
- Елизабета Гонзага († 1432); ∞ 1386 за Карло I Малатеста († 1429), господар на Римини, от когото няма деца.